# Chiesa di Santa Maria della Clemenza e San Bernardo
La chiesa di Santa Maria della Clemenza e San Bernardo, più comunemente nota semplicemente come chiesa di San Bernardo, è una chiesa parrocchiale cattolica della città italiana di Lodi, posta alcuni chilometri a sud-est del centro storico, lungo l'antica strada piacentina.

## Storia

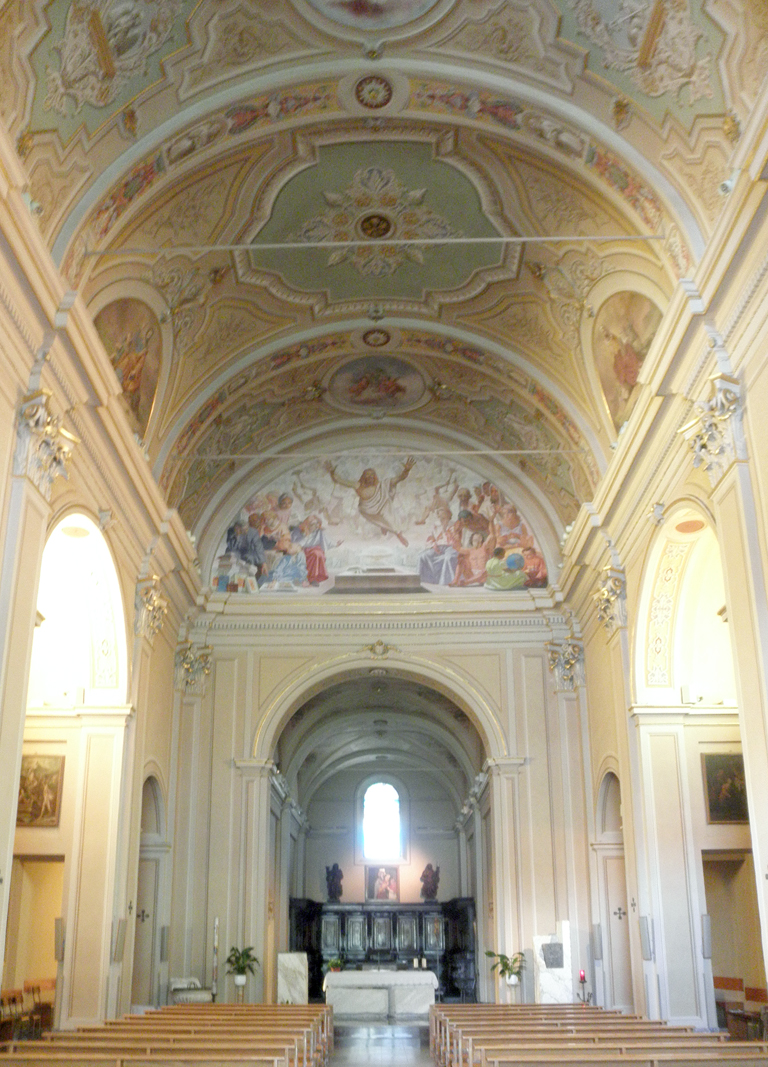
L'interno

Nei pressi della chiesa odierna esisteva fin dai tempi antichi una piccola chiesina campestre dedicata a San Bernardo; l'8 giugno 1395 essa fu unita all'ospedale di San Biagio posto poco fuori Porta Cremonese.
Nel 1620 un'immagine sacra posta lungo la strada piacentina nei pressi della chiesa acquisì fama di miracolosa e divenne meta di pellegrinaggi; i fedeli raccolsero delle offerte con le quali il vescovo monsignor Seghizzi decise di far erigere una nuova chiesa più grande e dignitosa, su progetto dell'architetto Giovanni Battista Spezia e dell'ingegnere Francesco Salomone.
I lavori, iniziati nel 1623, si interruppero però alla morte di monsignor Seghizzi e ripresero solo nel 1640 su impulso del nuovo vescovo monsignor Gera; il 13 ottobre dell'anno successivo l'immagine miracolosa venne solennemente traslata nella nuova chiesa.
Nel 1648 la chiesa di Santa Maria della Clemenza e San Bernardo divenne parrocchiale in sostituzione della chiesa di San Biagio, abbattuta per fare spazio alle nuove fortificazioni intorno a Porta Cremonese.
Fino alla fine del Settecento la parrocchia fu affidata ai monaci olivetani di Villanova.

## Caratteristiche
La chiesa, in stile barocco, comprende una cappella laterale dedicata a San Bernardo in memoria dell'antica chiesa campestre che sorgeva nello stesso luogo; in passato vi era un'ulteriore cappella, dedicata a San Biagio in memoria dell'antica chiesa parrocchiale.
In passato il coro era ornato da undici stalli intarsiati, opera di Fra Giovanni da Verona, in precedenza conservati nella chiesa di San Cristoforo; nel 1963 essi furono trasferiti nella Cattedrale, allora in corso di restauro.

### Fonti
- Giovanni Agnelli, Dizionario storico geografico del Lodigiano, Lodi, Lodigraf, 1990  [Ripresa dell'edizione: Lodi, Tipografia editrice Della Pace, 1886],  pp. 264-265, ISBN 88-7121-055-7.

### Testi di approfondimento
- F. Cerri, Il santuario e parrocchia di Santa Maria della Clemenza e San Bernardo di Lodi compie il suo XIV giubileo, 350 anni (1641-1991), Lodi, Sollicitudo, 1991, ISBN non esistente.